# Anna Nakagawa
Anna Nakagawa (中川安奈 Nakagawa Anna?), nombre real Anna Kuriyama (栗山安奈 Kuriyama Anna?) (30 de agosto de 1965 - 17 de octubre de 2014), fue una actriz japonesa nacida en Suginami. 

## Carrera
Ella ganó el premio a la mejor actriz en el 11º Festival de Cine de Yokohama por A Sign Days.

## Muerte
Nakagawa murió el 17 de octubre de 2014, de cáncer de endometrio a la edad de 49 años en la ciudad de Tokio.

## Filmografía
- Tonkō (1988)
- A Sign Days (1989)
- Godzilla vs. King Ghidorah (1991)
- Camp de Aimashou (1995)
- Cure (1997)